# Bobina de fil

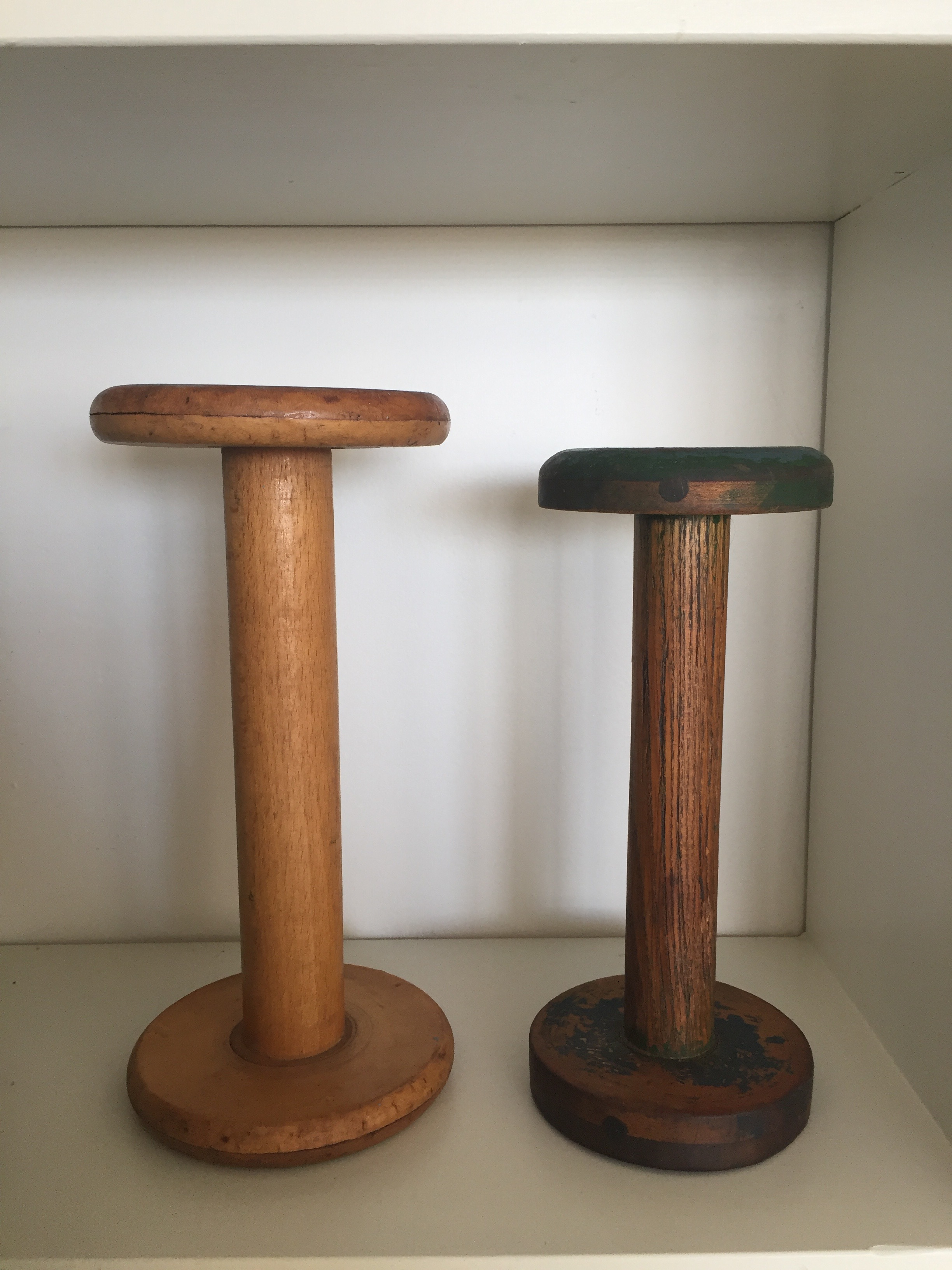
Bobines de fusta vintage, cilíndriques, buides de fibra enrotllada, dimensions 16 polzades. alt per 9 polzades. de diàmetre.

Una bobina és un objecte cilíndric on s'enrotlla un fil al voltant del seu eix vertical. S'utilitza en diversos utensilis i aparells, com la màquina de cosir o el rodet de la canya de pescar, on el fil s'ha de desenrotllar uniformement. Es diferencia d'un cabdell (per exemple, de llana) en què aquest s'enrotlla sobre ell mateix sense recórrer a fer-ho sobre un suport.

## Història

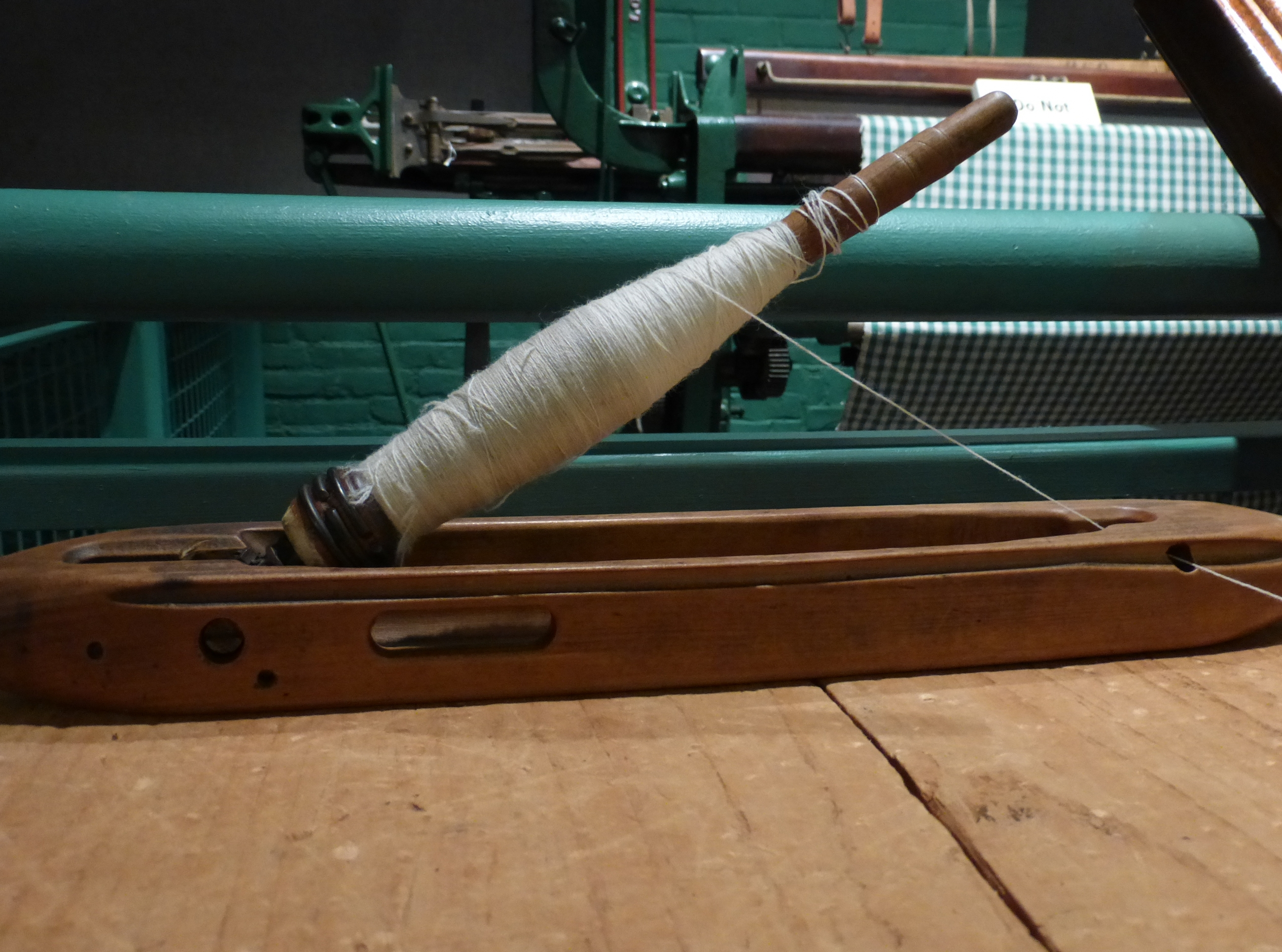
Bobina de fusta d'època, sense brides, enrotllada amb fil i enganxada a una "llançadora" que l'adapta per utilitzar-la en un teler de terra.

La bobina existeix des de l'antiguitat. Es troben representacions en flascons egipcis o romans i en atuells grecs.
Les bobines s'utilitzen per filar, teixir, teixir, cosir i fer puntes En aquestes pràctiques, les bobines es van inventar per "gestionar els munts de fils i fils que es teixirien mecànicament en tela", que originàriament s'haurien enrotllat mitjançant l'ús del poder humà, però que finalment es van convertir en màquina. - impulsat. En aquestes aplicacions, les bobines proporcionen emmagatzematge, temporal i permanent, per a fils o fils. Les bobines estaven fetes de materials naturals com la fusta, o l'os. Tot i que en principi no és una invenció de l'època victoriana, les bobines en la producció de tèxtils es feien servir anteriorment. —la maquinària introduïda en aquella època "van ser alguns dels [els seus] grans invents", ja que "van ajudar a revolucionar la fabricació tèxtil". En les màquines utilitzades en aquesta fabricació,
Les màquines de teixir automatitzades tindrien centenars de cargols funcionant simultàniament, amb cada eix sostenint una bobina que alliberava o recollia el fil. La majoria de molins tenien bobines de fusta fetes específicament per a la seva maquinària, cosa que explica les moltes formes i mides variades d'aquestes bobines.
En temps més moderns, els materials de bobina naturals com la fusta ja no s'utilitzen en la fabricació tèxtil, en lloc d'haver estat substituïts per metall i plàstic, Les bobines tradicionals fetes, per exemple, de fustes dures com el freixe i el bedoll no són aptes per a la maquinària de fabricació moderna, ateses les majors velocitats que implica i els materials sintètics que s'utilitzen en el teixit; a més, les bobines eren peces relativament personalitzades fetes per a les màquines específiques de cada molí (i, per tant, de diferents dissenys, cadascun amb una forma única de fusta, amb peces metàl·liques en llocs de gran desgast). ), requerint així "una gran quantitat de treball manual" de manera que el cost de continuar fent-los era desfavorable per als negocis tèxtils moderns.
Des de la retirada de la maquinària implicada, aquestes bobines i peces relacionades s'han convertit en articles utilitzats en produccions artesanals, donat el nombre de diferents tipus i el fet que cada una té les seves pròpies "cicatrius de batalla" que li donen caràcter únic".

## Estructura

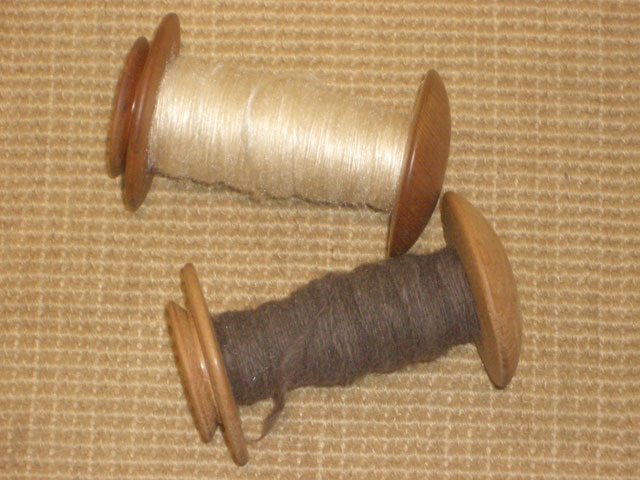
Rodets de fusta antics per a fus o filosa.

La bobina consta d'un nucli cilíndric perforat per permetre que el rodet s'enrosqui en un suport i giri lliurement mentre es desenrotlla el fil. Les boixets sovint compten amb vores circulars sortints als extrems, la funció dels quals és mantenir el fil enrotllat al voltant del rodet i evitar que s'enredi. El material utilitzat pot ser cartó, fusta, plàstic, metall o una combinació de diversos materials diferents.

## Tipus

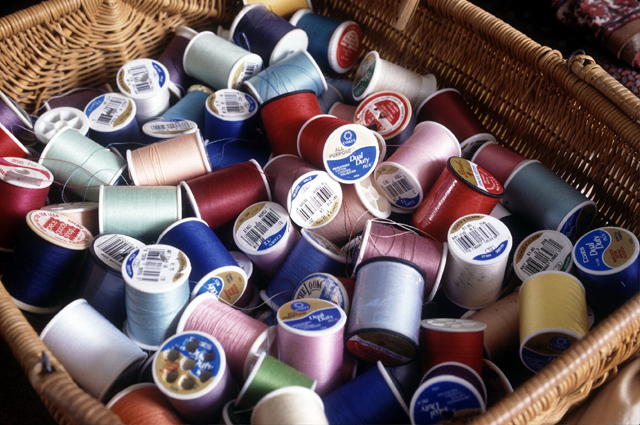
Bobines de fil de cosir.

### Rodet
Els rodets són boixets petits, amb una vores (valones) als extrems i amb pocs metres de fil. S'utilitzen sobretot en màquines de cosir casolanes.

### Tub
Bobines petites sense valones; com els rodets, es fan servir en màquines de baixa velocitat.

### Canilla

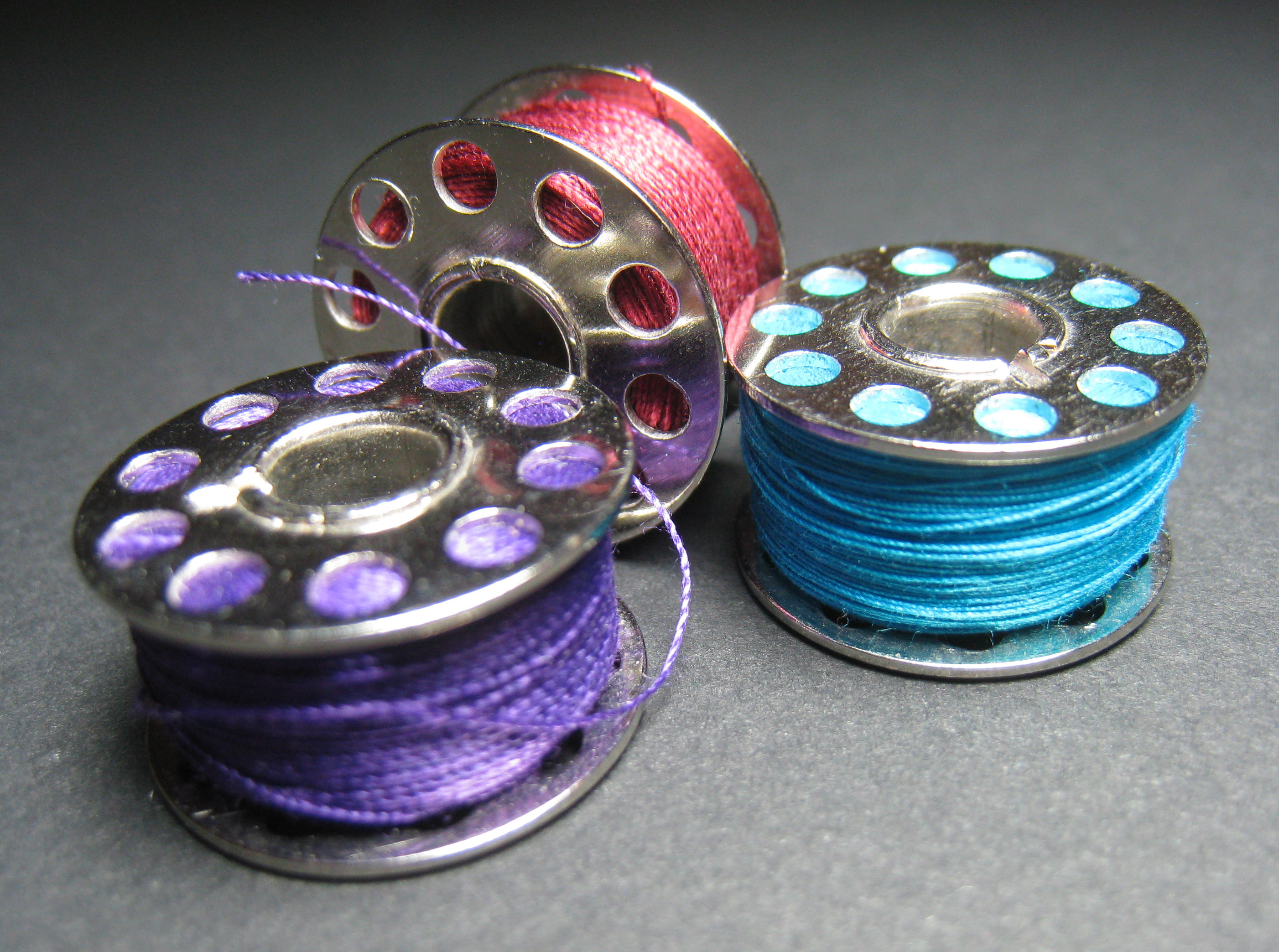
Canilles per a màquina de cosir.

Les canilles que es fan servir a les màquines de cosir tenen una aparença de rodet aplanat, amb uns 2 cm de diàmetre i 1 cm d'ample i s'insereixen a la caixa inferior de la màquina. També reben el nom de canilles els boixets allargades i amb forma de con als extrems que s'usen a les llançadores; compten amb un nucli perforat per permetre el seu muntatge a la vareta metàl·lica ubicada a la cavitat de la llançadora.

### Con
En aquest tipus de bobina, el fil s'enrotlla al voltant d'un nucli en forma de con truncat de cartró o plàstic. La disposició inclinada del fil permet que es desenrotlli sense enganxar-se i la forma cònica de la base permet una càrrega ràpida i un posicionament exacte. Els cons són compactes i fàcils d'emmagatzemar i se solen utilitzar en màquines ràpides i processos molt automatitzats.

## Boixets

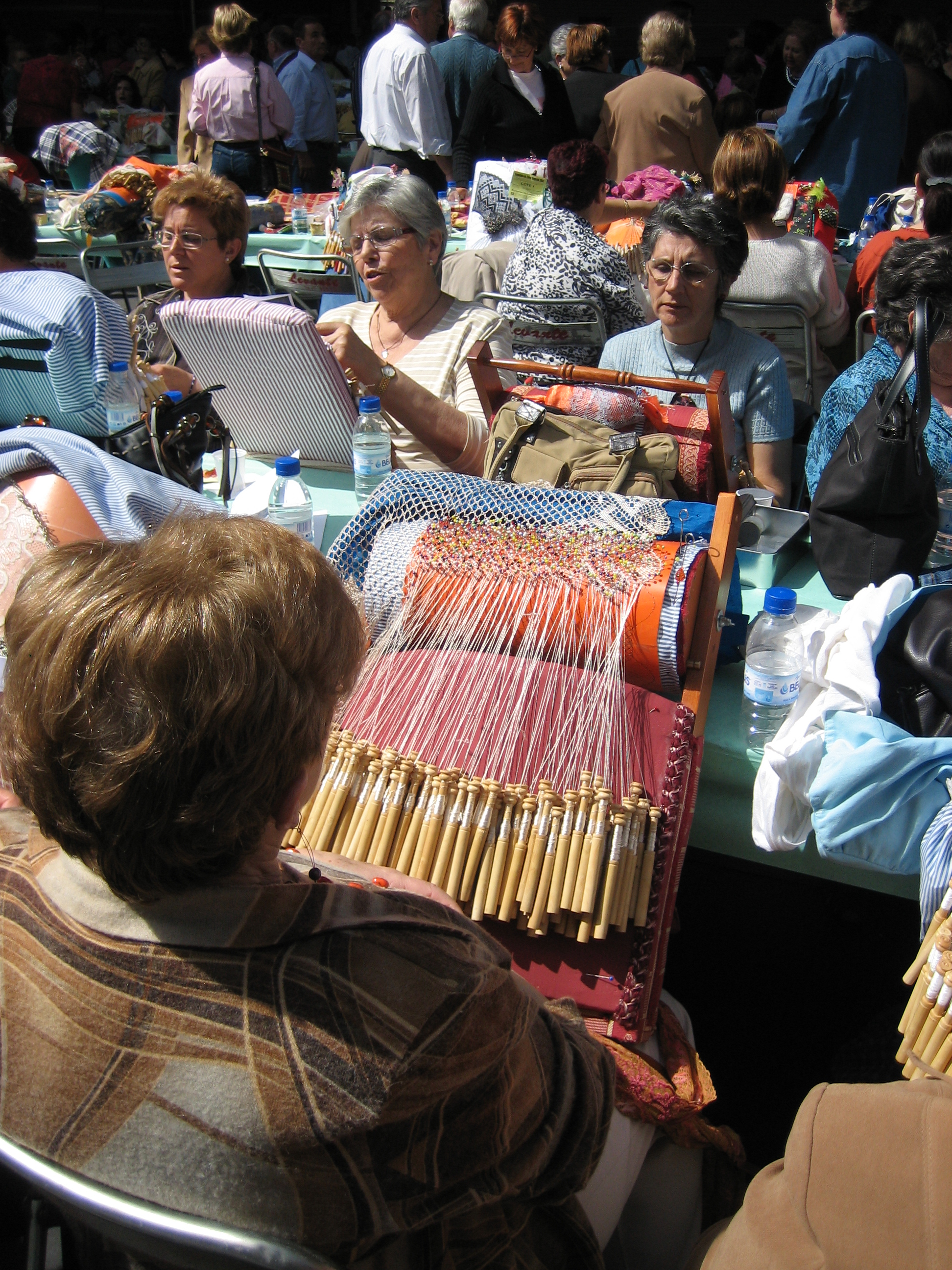
Puntaires del Segorb,

Les puntes de coixí o puntes de boixets requereixen enrotllar el fil en un fus d'emmagatzematge temporal fet de fusta o, en èpoques anteriors, d'os. Les fustes exòtiques són molt populars entre les puntaires contemporànies. Molts dissenys de punta requereixen dotzenes de boixets alhora. Tant els boixets tradicionals com els actuals poden estar decorats amb dissenys, inscripcions o incrustacions de peltre o filferro.
Sovint, els boixets tenen "lluentons" per proporcionar pes addicional i mantenir el fil en tensió. Es perfora un forat a prop de la base per permetre que se subjectin comptes de vidre i altres adornaments mitjançant un llaç de filferro. Aquests lluentons proporcionen un mitjà d'autoexpressió en la decoració d'una eina de l'ofici. Els boixets antics i únics, de vegades amb lluentons, són molt buscats pels col·leccionistes d'antiguitats.

## Electricitat
En aplicacions elèctriques, transformadors, inductors, solenoides i boixets de relé utilitzen bobines com a contenidors permanents perquè el cable conservi la seva forma i rigidesa, i per facilitar el muntatge dels debanats dins o sobre el nucli magnètic. (Aquestes boixets de cable que transporten corrent creen els corrents induïts i els camps magnètics necessaris en aquests dispositius. ) Les boixets en aquestes aplicacions poden estar fetes de materials termoplàstics o termoestables (per exemple, fenòlics). Aquest plàstic ha de tenir sovint una classificació d'inflamabilitat de TÜV, UL o una altra agència reguladora per raons de seguretat.